# Maciej Sochal
Maciej Jerzy Sochal (ur. 29 sierpnia 1987) – polski niepełnosprawny lekkoatleta uprawiający pchnięcie kulą i rzut maczugą, złoty medalista igrzysk paraolimpijskich, dwukrotny srebrny medalista mistrzostw świata, trzykrotny mistrz Europy.

## Życiorys
W 2000 na skutek powikłań po operacji wycięcia guza mózgu doznał porażenia spastycznego czterokończynowego, a także zaburzeń widzenia. Od tego czasu porusza się na wózku inwalidzkim. Po ukończeniu szkoły średniej kształcił się w szkole pomaturalnej w Koszalinie o profilu informatycznym. W 2003 zaczął trenować pchnięcie kulą i rzut maczugą jako zawodnik Stowarzyszenia Sportu Niepełnosprawnych „Start Koszalin”.
Wywalczył medale mistrzostw świata oraz medale mistrzostw Europy. W 2016 w Grosseto ustanowił w rzucie maczugą rekord świata. Startował na igrzyskach paraolimpijskich w Atenach, Londynie, Rio de Janeiro i Tokio. W 2012 i 2016 zajmował 4. miejsca w pchnięciu kulą (za pierwszym razem w kategorii F32/33, za drugim razem w kategorii F32). Największy sukces sportowy odniósł w rzucie maczugą na igrzyskach w Rio de Janeiro, zdobywając w kategorii F32 złoty medal.
W 2016 został odznaczony Złotym Krzyżem Zasługi.

## Rekordy
- Rekord świata[8]
  - Rzut maczugą (F32) – 37,19 (14 czerwca 2016, Grosseto)
- Rekord paraolimpijski[9]
  - Rzut maczugą (F32) – 33,91 (13 września 2016, Rio de Janeiro)
- Rekord Europy[10]
  - Rzut maczugą (F32) – 37,19 (14 czerwca 2016, Grosseto)

## Medale i wyniki na igrzyskach paraolimpijskich
| Rok  | Zawody                   | Miejscowość    | Konkurencja                | Wynik | Pozycja     |
| ---- | ------------------------ | -------------- | -------------------------- | ----- | ----------- |
| 2004 | Igrzyska paraolimpijskie | Ateny          | Pchnięcie kulą (F33/34)    | 5,69  | 11. miejsce |
| 2012 | Mistrzostwa Europy       | Stadskanaal    | Pchnięcie kulą (F32/33/34) | 7,25  | 3. miejsce  |
| 2012 | Igrzyska paraolimpijskie | Londyn         | Pchnięcie kulą (F32/33)    | 9,18  | 4. miejsce  |
| 2012 | Igrzyska paraolimpijskie | Londyn         | Rzut maczugą (F31/32/51)   | 29,04 | 9. miejsce  |
| 2013 | Mistrzostwa świata       | Lyon           | Rzut maczugą (F31/32/51)   | 36,97 | 2. miejsce  |
| 2014 | Mistrzostwa Europy       | Swansea        | Pchnięcie kulą (F32)       | 7,53  | 3. miejsce  |
| 2014 | Mistrzostwa Europy       | Swansea        | Rzut maczugą (F32)         | 29,59 | 3. miejsce  |
| 2015 | Mistrzostwa świata       | Doha           | Rzut maczugą (F32)         | 32,50 | 3. miejsce  |
| 2016 | Mistrzostwa Europy       | Grosseto       | Pchnięcie kulą (F32)       | 8,37  | 2. miejsce  |
| 2016 | Mistrzostwa Europy       | Grosseto       | Rzut maczugą (F32)         | 37,19 | 1. miejsce  |
| 2016 | Igrzyska paraolimpijskie | Rio de Janeiro | Pchnięcie kulą (F32)       | 8,60  | 4. miejsce  |
| 2016 | Igrzyska paraolimpijskie | Rio de Janeiro | Rzut maczugą (F32)         | 33,91 | 1. miejsce  |
| 2017 | Mistrzostwa świata       | Londyn         | Rzut maczugą (F32)         | 33,22 | 2. miejsce  |
| 2018 | Mistrzostwa Europy       | Berlin         | Pchnięcie kulą (F32)       | 8,22  | 1. miejsce  |
| 2018 | Mistrzostwa Europy       | Berlin         | Rzut maczugą (F32)         | 31,12 | 1. miejsce  |
| 2019 | Mistrzostwa świata       | Dubaj          | Rzut maczugą (F32)         | 31,90 | 3. miejsce  |
| 2021 | Mistrzostwa Europy       | Bydgoszcz      | Pchnięcie kulą (F32)       | 8,86  | 3. miejsce  |
| 2021 | Mistrzostwa Europy       | Bydgoszcz      | Rzut maczugą (F32)         | 30,74 | 2. miejsce  |
| 2021 | Igrzyska paraolimpijskie | Tokio          | Pchnięcie kulą (F32)       | 8,51  | 9. miejsce  |
| 2021 | Igrzyska paraolimpijskie | Tokio          | Rzut maczugą (F32)         | 32,66 | 6. miejsce  |